# Puente de las Américas

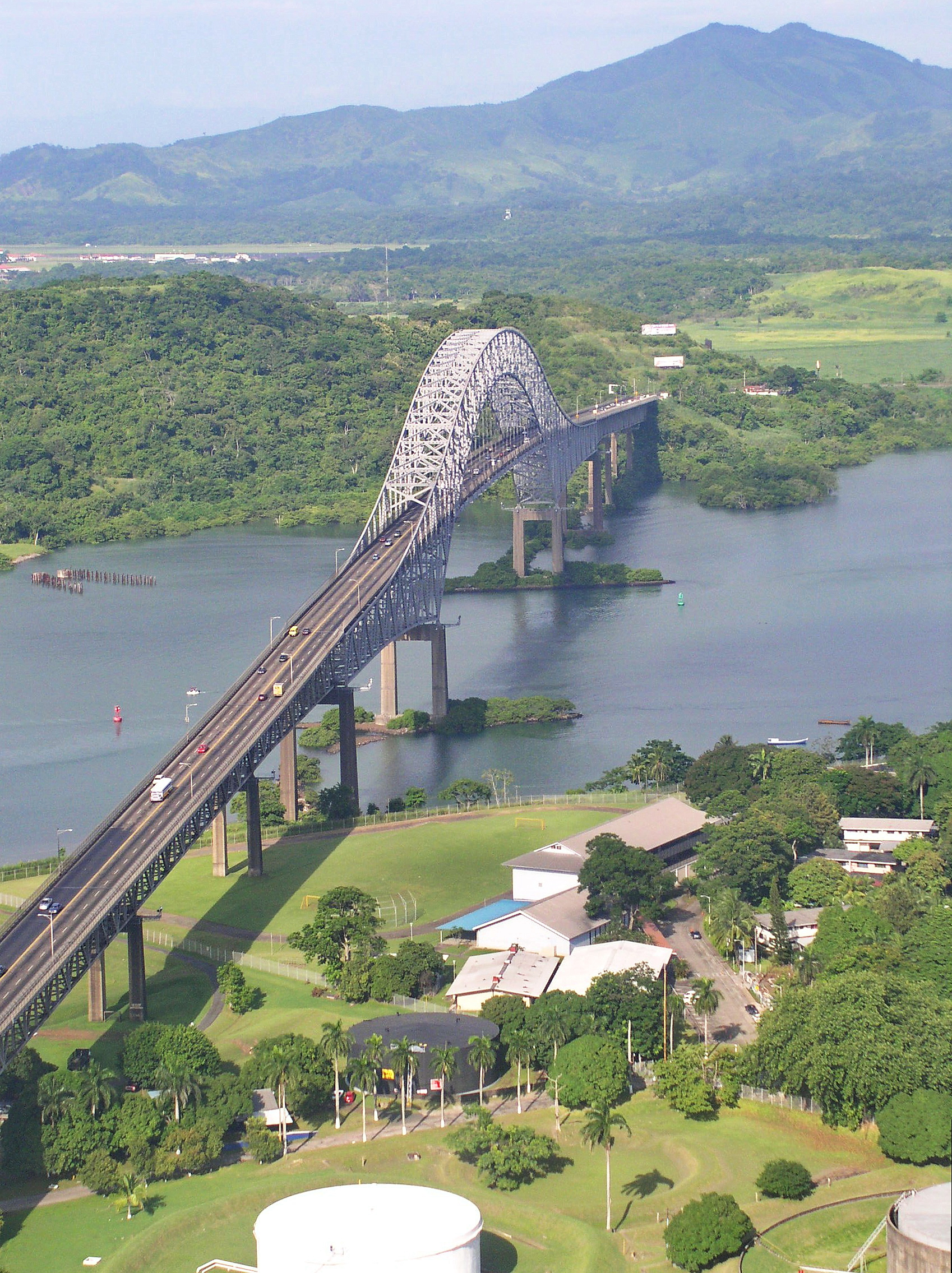
Boční pohled na most

Puente de las Américas (španělsky „Most Amerik“) je silniční most v Panamě, který překonává Panamský průplav v místě jeho vyústění do Tichého oceánu. Stojí na místě dřívějšího přívozu a spojuje lokality Balboa (ležící v těsné blízkosti hlavního města Ciudad de Panamá) a okres Arraiján na protější straně. Jeho význam přesahuje lokální měřítko, neboť spojuje pevninu Střední a Jižní Ameriky uměle přerušenou právě průplavem. Výstavba začala v roce 1958, do provozu byl uveden 12. října 1962.
Do roku 2004, kdy byl otevřen most Puente Centenario, byl Puente de las Américas jediným pevným mostem přes Panamský průplav.
Jedná se o obloukový most dlouhý 1 669 metrů, vozovka je ve výšce 118 metrů nad mořskou hladinou. Rozpětí oblouku je 340 m. Při výstavbě bylo použito na 17 000 tun oceli. Stavbu financovaly Spojené státy americké, cena byla 20 miliónů amerických dolarů. V současnosti se vytíženost mostu pohybuje okolo 34 000 vozidel za den.